# Liesel Westermann
Liesel Westermann-Krieg (* 2. November 1944 in Sulingen) ist eine ehemalige deutsche Leichtathletin und Olympiamedaillengewinnerin, die in den 1960er- und 1970er-Jahren – für die Bundesrepublik Deutschland startend – zur Weltspitze im Diskuswurf gehörte. Sie übertraf 1967 in Sao Paulo als erste Diskuswerferin der Welt die 60-Meter-Marke mit 61,26 m und steigerte den Weltrekord dreimal bis auf 63,96 m im Jahr 1969. Bei den Olympischen Spielen 1968 gewann sie mit 57,76 m die Silbermedaille.
In ihrer aktiven Zeit war sie 1,72 m groß und wog 75 kg. Von 1963 bis 1976 war sie zehnmal Deutsche Meisterin im Diskuswurf. Eine Deutsche Meisterschaft im Kugelstoßen im Jahr 1969 und 1964 in der 4-mal-100-Meter-Staffel sind weitere erwähnenswerte Erfolge und unterstreichen das herausragende Leistungspotenzial der Athletin.

## Leben, Anfänge im Sport und Beruf
Als mittlere von drei Schwestern wuchs Liesel Westermann in Sulingen im Landkreis Diepholz, im Zentrum von Niedersachsen auf. Mit drei Jahren ging sie aus eigenem Antrieb zum Kinderturnen des TuS Sulingen. In den Sommermonaten vom 15. Mai bis 15. September war sie zusammen mit ihren Schwestern Dauergast im Freibad in Sulingen. Regelmäßig nahm sie an den Übungsstunden der Schwimmabteilung des TuS Sulingen teil und entwickelte sich zu einer recht guten Brustschwimmerin. Sie brachte es als Mädchen in den Wertungsklassen C und B zu einigen Kreis- und Bezirksmeisterschaften. Nach über einem Jahr des doppelten Sporttreibens mit Schwimmen und Leichtathletik schloss sich Liesel endgültig den Leichtathleten an. Wesentlich dafür war, dass es in Sulingen kein Hallenbad gab und die Schwimmabteilung deshalb im Winterhalbjahr, im Gegensatz zu den Leichtathleten, wo ein zweimaliges Wintertraining in der Halle durchgeführt wurde, nicht aktiv war. Den ganzjährigen Übungsbetrieb empfand die junge Sportlerin zudem auch sehr förderlich für die Beziehungs- und Zugehörigkeitsbildung. Engagierter Trainer der TuS-Leichtathleten war Bruno Vogt. Das erste Ereignis der Leichtathletin Liesel Westermann war die Bezirkswaldlaufmeisterschaft in Syke, knapp 30 km von Sulingen entfernt. Liesel gewann in der Altersklasse Mädchen B den Waldlauf über 300 Meter und holte damit die Meisterschaft nach Sulingen.
Es folgten zwei Jahre, in denen die Schülerin unter der steten Präsenz von Trainer Vogt in die Leichtathletik hineinwuchs. Tag für Tag war Bruno Vogt auf dem Platz, er war einfach da, und deswegen waren auch die Jungen und Mädchen da. Nach Vogts Arbeitsplatzwechsel nach Süddeutschland nahm die Leichtathletikbegeisterung dramatisch ab. Übrig blieb nach kurzer Zeit eine kleine Gruppe Unentwegter. Liesel hatte nie etwas anderes als Laufen und Springen geübt und trainierte das mit drei oder vier Mitmachern weiter. Als Dreizehnjährige waren ihre Bestleistungen im 75-Meter-Lauf 9,9 s, im Weitsprung 4,79 m, im Kugelstoßen 8,12 m mit der 4-kg-Kugel, im Schleuderballwurf 27 m und im 100-Meter-Lauf 13,8 s. Damit war sie die Leistungsstärkste unter den Gleichaltrigen im Umkreis. Sie machte kein spezielles Kugelstoßtraining, da „man vom Kugelstoßen dicke Arme bekommt, das will ich nicht“, war ihre stereotype Ablehnung des Kugelstoßtrainings. Sie hatte nie rechte Freude am Kugelstoßen, im Gegensatz zum Diskuswurf. Das Drehen und Wirbeln, das In-die-Weite-Werfen, das gab jedem Training einen Reiz.
Als auch noch der Sportplatz in Sulingen renoviert wurde und es über ein Jahr dauerte, bis alle Anlagen wieder benutzbar waren, bröckelte die Resttruppe der jugendlichen Leichtathleten immer weiter ab. Liesel war manches Mal die Einzige, die noch zum Training ging. An einem Spätsommernachmittag, Liesel suchte nach einer neuen Beschäftigungsmöglichkeit, fiel ihr beim Durchstöbern des Geräteraums ein Diskus in die Hände. Sie versuchte ihr Glück, drehte sich mit dem alten, ein Kilo schweren Diskus rechtsherum und linksherum. Regelmäßig verlor sie aber dabei das Gleichgewicht und das Gerät flog dahin, wo es wollte, in jede Richtung, nur nie in die, die Liesel beabsichtigte. Nach vielen mehr oder weniger erfolglosen Versuchen ging sie nach Hause, aber mit innerer Spannung: Endlich hatte sie wieder etwas Reizvolles gefunden, das sie unwiderstehlich immer wieder zum Sportplatz zog. Mit dem Diskus wollte sie umgehen können. Zwischendurch warf sie ohne Drehung, dabei geriet sie nicht in die Gefahr, das Gleichgewicht zu verlieren. Sie machte Fortschritte. Sie fiel seltener hin und es gelang, auch nach einer Drehung noch geradeaus zu werfen. Das war für Liesel Ansporn, weiter zu üben. Es machte ihr Spaß, nach dem Laufpensum zum Diskus zu greifen und sich mit den vertrackten Zwängen dieses Gerätes auseinanderzusetzen.
Mit 30,06 m gewann Liesel Westermann als nachgemeldete Werferin vom TuS Sulingen die Bezirksmeisterschaften 1959 in Diepholz. Sie betrachtete sich in dieser Phase noch nicht als Werferin. Die 4,88 m im Weitsprung und die 13,3 s über 100 Meter bedeuteten ihr mehr als die 30 Meter im Diskuswurf. Sie steigerte sich mit dem Diskus bei den Kreismeisterschaften 1960 auf über 34 Meter und hatte damit die geforderte Mindestleistung für die Landesjugendmeisterschaften 1960 in Hannover sicher überboten. Sie nahm in Hannover am Diskuswurf und Kugelstoßen der weiblichen Jugend A, der bis zu zwei Jahre älteren Mädchen, teil und gewann im letzten Versuch mit dem Diskus mit neuer Bestleistung über 36 Meter die Landesjugendmeisterschaft.
Im Spätherbst nach dem hannoverschen Überraschungserfolg und einer weiteren Verbesserung ihrer Bestweite auf 38,12 m beim Jugendvergleichskampf Westfalen gegen Niedersachsen in Stadthagen ergab sich eine wesentliche Veränderung für das Nachwuchstalent. Bei einem Bezirkslehrgang in Bassum unter Leitung von Friedel Schirmer, dem späteren erfolgreichen Zehnkampftrainer, wurde ihr die Notwendigkeit eines konsequenten Wintertrainings in aller Deutlichkeit nahegebracht. Schirmer erklärte den Kursteilnehmern überzeugend, dass ohne Belastung kein Erfolg möglich und die Arbeit im Winter für einen Leichtathleten äußerst wichtig und entscheidend für jeden Leistungsfortschritt sei.
Kaum zurück aus Bassum, suchte Liesel den wieder nach Sulingen zurückgekehrten Bruno Vogt auf, um ihn wieder zur Anleitung eines geplanten, fachlich-fundierten Leistungstrainings zu überreden. Vogt sagte zu und war damit der Leichtathletik zurückgewonnen und die Schülerin hatte den „besten Trainer“, den sie sich vorstellen konnte. Die konsequente Arbeit des Tandems Vogt/Westermann gipfelte 1962 in Weinheim an der Bergstraße in dem Gewinn der Deutschen Jugendmeisterschaften in Fünfkampf und Diskuswurf und der Leistungsentwicklung auf 45,55 m mit dem Diskus.
Diese Fortsetzung der Leistungsentwicklung war aber zuvor der Schülerin durch einen Hochschuldozenten für Leibeserziehung wegen „ihrer zu geringen Größe“ und durch einen Arzt wegen einer Schilddrüsenüberfunktion abgesprochen worden.
Liesel Westermann-Krieg studierte an der Pädagogischen Hochschule Göttingen Grund- und Hauptschullehramt und qualifizierte sich an der Sporthochschule Köln als Diplom-Sportlehrerin. Sie arbeitete als Gymnasiallehrerin an verschiedenen Gymnasien in Nordrhein-Westfalen (u. a. Carl-Duisberg-Gymnasium in Leverkusen) als Sport- und Gemeinschaftskundelehrerin sowie in der Schulverwaltung. Sie ist seit 1978 verheiratet mit dem Diplom-Volkswirt Leif Oskar Peter Krieg und hat vier Kinder. Nach vielen Jahren in Leverkusen wechselte sie 1995 an das Gymnasium Vogelsang nach Solingen und zog nach Solingen-Ohligs um. Im Herbst 2003 machte der Wechsel an das Kultusministerium Niedersachsen einen Umzug nach Hannover nötig; dort war sie als Referentin für Schulsport und Gesundheitserziehung im Range einer Ministerialrätin bis zu ihrem Ruhestand 2009 tätig. Sie engagierte sich vor allem für mehr Sport im Kindergarten und Sportkindergarten und führte in Niedersachsen flächendeckende Fitnesstests in den Schulen und mit diesen eine Fitnesslandkarte des Bundeslandes ein.

## Leichtathletikkarriere in der Frauenklasse

### Auf dem Weg zur ersten Deutschen Meisterschaft im Diskuswurf
In ihrem letzten Gymnasialschuljahr und dem ersten Jahr in der Frauenklasse der Leichtathletik ging Liesel Westermann letztmals für den TuS Sulingen bei den Deutschen Meisterschaften 1963 an den Start. Durchgeführt wurden die Meisterschaften vom 9. bis 11. August 1963 in Augsburg. Am 9. August belegte sie mit 13,88 m den vierten Rang im Kugelstoßen und am 10. August den zweiten Platz im Diskuswurf. Die langjährige Seriensiegerin Kriemhild Hausmann verwies die Jugendmeisterin des Vorjahres trotz deren persönlicher Bestweite mit 50,16 m auf den zweiten Rang. Zwei Wochen nach den Deutschen Meisterschaften in Augsburg wurde die noch 18-jährige Athletin aus Sulingen erstmals vom DLV für einen Länderkampf nominiert. Er fand in London gegen Großbritannien statt und Westermann belegte mit 51,70 m den 2. Platz. Mit dem Wurf hatte sie einen neuen Juniorenweltrekord aufgestellt. Im Februar 1964 machte die Gymnasiastin ihr Abitur und verbrachte ihr erstes Semester in Hannover, wo sie sich dann auch endgültig Hannover 96 anschloss. Die „Barriere“ Hausmann sollte zum Leidwesen der ehrgeizigen Werferin aus Niedersachsen noch zwei weitere Jahre Bestand haben; erst 1966, am 7. August in Hannover, glückte Liesel mit 53,31 m der erste Meisterschaftsgewinn im Diskuswurf gegen Kriemhild Hausmann. Mit der Teilnahme an den Olympischen Spielen 1964 in Tokio hatte es weder im Kugelstoßen noch im Diskuswurf geklappt; bei den gesamtdeutschen Olympiaausscheidungen in Berlin und Jena erreichte sie keine der drei Olympiafahrkarten, die die gesamtdeutsche Mannschaft pro olympischer Disziplin erhielt. Im Diskuswurf konnte sich die Nachwuchswerferin nicht gegen Ingrid Lotz, Kriemhild Limberg und Doris Lorenz durchsetzen. Die Studentin hatte wochentags in Hannover nach den Plänen von Vogt trainiert und kehrte nur an den Wochenenden nach Sulingen zurück. Unter diesen Bedingungen verbesserten sich ihre Leistungen nicht in dem erwünschten und angestrebten Maß. Ihre persönliche Bestleistung aus dem Jahr 1963 mit 51,70 m konnte sie lediglich auf 52,70 m verbessern; im Jahr danach, 1965, legte sie mit 55,86 m knapp über drei Meter dazu. Es kam zur Beendigung des Trainingsverhältnisses Vogt – Westermann.
Sie wollte nicht länger in Hannover bleiben und wechselte an den neuen Studienort Göttingen, blieb Hannover 96 aber treu. In Göttingen fand sie bei Professor Häussler und Frau Professorin Hölzer ein geistiges Zuhause und fühlte sich sehr wohl. Im Training war sie aber auf sich alleine gestellt. Lediglich die alle fünf bis acht Wochen stattfindenden DLV-Lehrgänge unter Bundestrainer Kurt Scheibner konnte sie fortan als Orientierung nutzen. Sie trainierte aber trotz dieser widrigen Bedingungen hart. Für das technische Training orientierte sie sich am Vorbild eines Lehrfilmes an der Silbermedaillengewinnerin in Tokio 1964, der DDR-Athletin Ingrid Lotz. Immer und immer wieder sah sie sich deren Bewegungsablauf an, bis in die letzten Einzelheiten studierte sie die Technik von Lotz. Dazu prägte sie sich intensiv den Rhythmus des Aufsetzens der Füße ein. Auf dem Sportplatz mit separaten Werferplatz arbeitete sie schwerpunktmäßig an zwei Dingen:
a) der Fußstellung im Abwurf nach der Drehung,
b) dem Rhythmus, der richtigen Temposteigerung.
Bei den Europameisterschaften Anfang September 1966 in Budapest – es war der erste internationale Wettkampf von Liesel Westermann und erstmals nahmen zwei deutsche Mannschaften teil – musste sich die Deutsche Meisterin, um 38 Zentimeter geschlagen, mit der persönlichen Bestleistung von 57,38 m, mit der Silbermedaille hinter Christine Spielberg begnügen. Im Frühjahr 1966 hatte die junge Athletin durch den DLV eine vierwöchige Wettkampfreise durch Südafrika erlebt, die von ihr als „Traumreise“ geschildert wird.
Ihre für eine Werferin außergewöhnliche Sprintfähigkeit stellte Westermann 1964 bei den Deutschen Leichtathletik-Meisterschaften unter Beweis. Mit der 4-mal-100-Meter-Staffel von Hannover 96 gewann sie am 19. Juli in 47,3 s in Karlsruhe die Deutsche Meisterschaft. In der Besetzung Renate Meyer, Christa Elsler, Erika Fisch und als Schlussläuferin Liesel Westermann setzte sich Hannover gegen den ASV Köln mit dessen Schlussläuferin Jutta Heine durch, und die Jugendmeisterin des Jahres 1962 gewann so ihre erste Meisterschaft in der Frauenklasse.

### Als erste Frau mit dem Diskus über 60 Meter, 1967
Im Februar 1967 war das Studium in Göttingen mit der Note „sehr gut“ ausgestanden; ohne Wintertraining ging Westermann in die Saison 1967. Das Wintertraining 1966/67 hatte sie wegen der Examensvorbereitung ausfallen lassen; erst nach der letzten Prüfung nahm sie im Februar/März 1967 das Training wieder auf. Nach ersten schriftlichen Kontakten im Oktober/November 1966 mit Trainer Gerd Osenberg vom TuS 04 Leverkusen wurde das Arrangement getroffen, dass die Athletin weiterhin für Hannover 96 starten, aber sich der Trainingsgruppe in Leverkusen anschließen und an der Sporthochschule Köln ein Studium beginnen würde. Es kam zu diesem Zeitpunkt noch als weiteres positives Moment hinzu, dass sich um Pfingsten 1967 das Wirken der neu installierten „Sporthilfe“ zum ersten Mal im Trainingsbetrieb in Gestalt eines „Mittagstisches“ im ASV-Köln-Clubhaus praktisch auswirkte.
Westermann betrachtet im Rückblick die Bedingungen des Jahres 1967 als optimal für sich. Sie durfte die besten Trainingsstätten besuchen, eine Vereinsmannschaft nahm sie freundlich auf, für das leibliche Wohl war bestens gesorgt, Unterkunft und Studium ergänzten weiterhin als Bausteine das leistungsfördernde Gesamtgebilde. Darüber hinaus stand ihr mit Gerd Osenberg ein außerordentlicher Trainer zur Verfügung. Im Laufe des Jahres 1967 verbesserte die Athletin achtmal den bundesdeutschen Rekord auf zuletzt 59,30 m. Am 2. September 1967 wurde sie in Tokio Studentenweltmeisterin. Das führte schließlich als Höhepunkt zu ihrem Weltrekord, dem ersten Wettkampfwurf einer Frau über die 60-Meter-Marke hinaus. Mit 61,26 m warf sie am 5. November 1967 in São Paulo auf der Südamerikareise zum Abschluss der Saison als erste Frau über 60 Meter. 1968 und 1969 verbesserte sie den Weltrekord noch drei Mal bis auf 63,96 m.
Der gesamtdeutsche Rekord stand zu Beginn des Jahres 1966 auf 57,21 m und wurde von der Leipzigerin Ingrid Lotz gehalten. Trotz der Steigerung in Budapest bei den Europameisterschaften 1966 auf 57,38 m blieb Liesel durch die inzwischen von Anita Hentschel aus Halle/Saale erreichten 59,02 m auf dem 2. Platz der deutschen Rangliste. Bei den Qualifikationswettkämpfen der europäischen Leichtathleten für den zum ersten Mal geplanten Erdteilkampf Amerika gegen Europa verbesserte sich die DLV-Werferin am 21. Juni 1967 in Ost-Berlin am „Olympischen Tag“ im direkten Duell gegen Hentschel und Spielberg auf 57,98 m. Damit belegte Westermann den vierten Platz der damaligen Weltbestenliste.
Beinahe von Wettkampf zu Wettkampf verbesserte sie ihre persönliche Rekordmarke, bis am 13. August 1967 in Fulda der deutsche Rekord mit 59,10 m fiel. Am 2. September folgten bei der 8. Universiade in Tokio 59,22 m und am 11. Oktober in Leverkusen die Verbesserung des deutschen Rekordes auf 59,30 m. Auf der dreiwöchigen Südamerikareise – am 14. Oktober 1967 wurde die Reise am Flughafen in Frankfurt am Main gestartet – mit Stationen in Peru, Chile, Argentinien und Brasilien glückte schließlich am 5. November in Sao Paulo der Weltrekordwurf auf 61,26 m, drei Tage nach dem 23. Geburtstag von Liesel Westermann. Auf dem Weg zum Weltrekord hatte sie elf Weltjahresbestleistungen aufgestellt.

### Zwei Teilnahmen bei Olympischen Spielen, 1968 und 1972
Am 18. August 1968 setzte sich Liesel Westermann als eindeutige Favoritin in Berlin bei den Deutschen Leichtathletik-Meisterschaften mit einer Weite von 62,50 m, wie erwartet, souverän durch. Brigitte Berendonk folgte mit Abstand, sie warf 53,76 m, auf dem zweiten Rang.
Zwei Monate später, bei den Olympischen Spielen 1968 in Mexiko-Stadt, gewann sie am 18. Oktober die Silbermedaille mit 57,76 m hinter der Rumänin Lia Manoliu, die mit 58,28 m einen neuen olympischen Rekord aufstellte. Manoliu, die zweimalige Olympiadritte von 1960 und 1964 und von 1952 bis 1972 sechsmalige Teilnehmerin an Olympischen Spielen, war zwölf Jahre älter als Westermann und konnte ihren ersten Versuch in Mexiko – das war mit 58,28 m der Siegeswurf – noch bei trockenen Bedingungen durchführen, ehe ein Tropenregen einsetzte und Liesel Westermann alle Versuche auf einem nassen Abwurfring bestreiten musste. Die Weltrekordhalterin mit 62,54 m konnte unter diesen Umständen nicht den erhofften Wurf über 60 Meter erbringen.
Nach den Zwischenstationen der Europameisterschaften 1969 in Athen und 1971 in Helsinki ging sie ihre zweiten Olympischen Spiele 1972 in München an. In den Wettkämpfen des Jahres 1969 hatte es für sie keine Niederlage gegeben. Serienweise warf sie den Diskus über 60 Meter. Alle anderen Konkurrentinnen hatten sich an dieser Marke immer noch vergeblich versucht. Durch die Startverweigerung der DLV-Mannschaft aus Solidarität mit Mannschaftskamerad Jürgen May, der einem DDR-Protest zufolge als „Republikflüchtiger“ kurzfristig Startverbot erhalten hatte, war für sie in Athen aber kein Start möglich. Der Titel im Diskuswurf der Frauen ging bei den Europameisterschaften 1969 in Athen mit 59,28 m an Tamara Danilowa. Nur wenige Tage nach den Europameisterschaften in Athen, am 28. September, verbesserte Liesel Westermann im Rahmen des Länderkampfs in Hamburg gegen Großbritannien den Weltrekord auf 63,96 m. Trotz des fehlenden EM-Titels wurde sie von der Weltpresse zur „Weltsportlerin des Jahres 1969“ gewählt und in der Bundesrepublik nach 1967 erneut zur „Sportlerin des Jahres“ gekürt.
Bei den Europameisterschaften 1971 in Helsinki reichten am 12. August ihre 61,68 m zur Erringung der Silbermedaille; Faina Melnik schraubte den Weltrekord mit ihrem letzten Versuch auf 64,22 m und holte sich damit den Titel. Liesel Westermann war nach den Europameisterschaften fest entschlossen sich auf ein Olympiatraining für München 1972 einzulassen, wie sie es zuvor noch nie auf sich genommen hatte. Trainer Gerd Osenberg tüftelte gemeinsam mit der Athletin einen Trainingsplan aus, wie er härter und bedingungsloser nicht sein konnte. Es wurden auch intensive Überlegungen angestellt, dies in Begleitung eines bis in die letzten Einzelheiten durchdachten, individuellen Ernährungsplanes umzusetzen.
Der Trainingsverlauf war vielversprechend, besser denn je; Trainer und Athletin waren zuversichtlich, trotz einer im Frühsommer des Olympiajahres erlittenen langwierigen und schmerzhaften Leistenzerrung, welche die Olympiavorbereitungen zurückwarfen. Bei drei Länderkämpfen im Juni wartete Liesel gegen Ungarn mit 61,70 m, gegen Rumänien mit 63,76 m (deutsche Jahresbestleistung) und gegen die Sowjetunion in Augsburg mit 62,38 m auf. Die deutsche Meisterschaft gewann sie am 23. Juli in München mit 60,84 m. Einen Monat vor den Olympischen Spielen in München steigerte sie den deutschen Rekord in Zürich auf 64,96 m, wobei noch drei weitere Würfe klar über die 60-Meter-Marke gingen.
Rückblickend hat sie die olympischen Tage von München 1972 als „dunkle, schwarze, furchtbare Tage für Politik und Sport“ aufgezeichnet. Das Attentat auf die israelischen Sportler in der Connollystraße im olympischen Dorf lähmte Politiker und Sportler gleichermaßen. Die Vielzahl der Menschen war berührt und tief getroffen. Es wurde den Athleten freigestellt, ob sie weitermachen wollten; Westermanns Entscheidung für den Start am Wettkampf fiel während der Trauerfeier, weil die Israelis dazu aufgefordert hatten.
Ihr erster Wurf schlug jenseits der 65-Meter-Marke auf, ein gelungener Wurf. Sie sackte aber in sich zusammen, die Knie gaben nach, sie bekam Übergewicht, suchte nach Balance, musste das Taumeln abfangen und trat für den Bruchteil einer Sekunde auf den Kreisrand. Der Kampfrichter am Kreisrand hatte es gesehen und hob die rote Fahne. Dieses rätselhafte Übertreten bei ihrem ersten Versuch passte zu jener seltsamen undefinierbaren Stimmungslage, in der sich Westermann zu dieser Stunde befand. Im dritten Versuch kam sie auf 62,18 m und qualifizierte sich damit für den Endkampf der besten Acht. Es bleibt aber bei dieser Weite, damit belegte sie den fünften Rang.
Warum sie nicht annähernd mehr an die Weite des ersten Versuches herangekommen ist? Dazu schreibt sie: „Alle Spannung, alles Wettkampffieber, das ich so sorgfältig versucht hatte, in mir aufzubauen, es hatte nur für einen Wurf gereicht. Und nicht einmal ganz für diesen. Hätte ich sonst auf so ungewöhnliche Weise übergetreten? Normalerweise tritt eine Werferin nämlich während des Abwurfes oder direkt danach beim Abfangen des Drehschwunges über, niemals aber nachdem sie bereits ruhig im Kreis steht.“
Gustav Schwenk schrieb dazu: „Liesel Westermann hat bei Olympischen Spielen kein Glück. 1968 in Mexiko verdarb ein nach Lia Manolius Siegeswurf einsetzender Regen ihr die Siegesschance. Doch es blieb ihr wenigstens die Silbermedaille. 1972 in München jubelten die Zuschauer bei Liesels erstem Wurf hell auf, war doch die 1000 Gramm schwere Scheibe bei 65 Meter gelandet. Doch es wurde nichts aus einem neuen deutschen Rekord oder der Bronzemedaille. Der Kampfrichter neben dem Wurfkreis hob die rote Fahne als Zeichen für einen ungültigen Wurf. Von diesem Schock erholte sich die Leverkusener Lehrerin nicht mehr, zumal es Weiten wie nie zuvor in einem internationalen Wettkampf gab.“

### Weitere Erfolge bei internationalen Höhepunkten
- 1966, Europameisterschaften: Platz 2 (56,82 - 55,50 - 57,38 m - 55,18 - 52,64 - 56,54)
- 1968, Olympische Spiele 1968: Platz 2 (57,76 m)
- 1971, Europameisterschaften: Platz 2 (ungültig - 61,68 m - ungültig - ungültig - ungültig - 60,68)
- 1972, Olympische Spiele 1972: Platz 5 (62,18 m)
- 1974, Europameisterschaften: Platz 7 (57,40 m)

### Ausklang der Wettkampfära
Mit den Olympischen Spielen in Montreal 1976 hätte Westermann gerne ihre Laufbahn abgeschlossen; als beste Diskuswerferin der westlichen Welt saß sie in einem Londoner Hotel und verfolgte die britischen Fernsehübertragungen von der Leichtathletik aus Montreal. Mit Wurfleistungen, die vor kurzem noch als außerordentlich angesehen wurden, mit erzielten Weiten, die sie auch ohne Anabolika die beste Diskuswerferin aller nicht-sozialistischen Staaten bleiben ließen – Bestleistung von Liesel Westermann war im Jahr 1976 eine Weite von 61,48 m –, durfte sie nicht mit nach Montreal. Es hatte nicht gereicht in den Augen der Sportfunktionäre. Voll im Berufsalltag eingespannt und gefordert, war ihr nicht rechtzeitig die gewünschte Weite gelungen. Die „Norm“ war höher gewesen – die Anabolika-Norm.
So sehr es ihr auch als Sportlerin weh tat, nicht dabei gewesen zu sein, so erleichtert war sie doch, nicht ein weiteres Mal, bei dem bedrückenden Kräftemessen zwischen Sport und Politik Augenzeugin gewesen zu sein. Hier wie auch in München 1972 und bei anderen Gelegenheiten hieß der eindeutige Punktsieger Politik.
Liesel Westermann gewann von 1973 bis 1976 noch viermal in Folge im Diskuswurf die deutsche Meisterschaft, belegte 1974 in Rom bei den Europameisterschaften den siebten Rang und gehörte 1977 dem siegreichen Team von TuS 04 Leverkusen bei den Deutschen Mannschafts-Meisterschaften an.

## Politik
Liesel Westermann-Krieg ist Mitglied der FDP und kandidierte in den 1990er-Jahren für den Bundestag, den nordrhein-westfälischen Landtag und 1999 für das Amt der Bürgermeisterin in Remscheid. In den 1990er-Jahren leitete sie die „Bundessportkommission“ der FDP.

## Ehrungen
Liesel Westermann-Krieg ist Trägerin des Silbernen Lorbeerblattes und des Verdienstordens des Landes Nordrhein-Westfalen.
- 1967 und 1969 war sie Sportlerin des Jahres in der Bundesrepublik Deutschland.
- 1967 ernannte das US-amerikanische Fachblatt „Women’s Track and Field World“ sie außerdem zur „Welt-Leichtathletin des Jahres“.
- 1969 wurde sie von der Internationalen Sportpresse zur „Weltsportlerin des Jahres“ gewählt. Für ihre Verdienste um den Sport in Niedersachsen wurde sie in das Ehrenportal des niedersächsischen Sports des Niedersächsischen Instituts für Sportgeschichte aufgenommen.
- 2011 wurde sie in die Hall of Fame des deutschen Sports aufgenommen.
- 2017: Zum 50sten Jahrestag des ersten Diskuswurfs einer Frau über 60 Meter, richtete die Leichtathletikabteilung des TuS Sulingen ihr zu Ehren eine Sportgala aus, denn am 5. November 1967, hatte Westermann den Diskus 61,26 Meter weit geworfen.[50]